# Яни Христов
Иван (Яни) Христов е български революционер, деец на Върховния македоно-одрински комитет и на Вътрешната македоно-одринска революционна организация.

## Биография
Яни Христов е роден в костурското костенарийско село Осничани, тогава в Османската империя, днес Кастанофито, Гърция. Заминава за България и служи като фелдфебел в Българската армия. Влиза в редиците на Върховния комитет. Като запознат с военното дело в 1904 година лидерът на ВМОК полковник Анастас Янков го праща в Костурско при Коте Христов. Христов пристига при Коте, но бързо разбира, че войводата е минал на гръцка страна, и го напуска. При Нестиме се присъединява към Костенарийската районна чета, начело с Киряк Шкуртов.
На 4 декември 1904 година Костандо Живков и Яни Христов са извикани от Осничани в костенарското село Либешово, където попадат на андартска засада, организирана от капитаните Георгиос Цондос, Хрисостомос Хрисомалидис, Алексис Караливанос и Панделис Кандилас. Обградени от 200 гръцки четници, Живков и Христов заедно със сина на хазайката си дават седемчасово сражение, в което загиват 32 гърци. Христов е убит заедно с хазайката и синът ѝ, а Живков загива, след като андартите запалват къщата.
Георги Константинов Бистрицки пише за двамата:
| „ | Костандо Желегоцки отъ с. Желегоже, съ първоначално образование, достоенъ наслѣдникъ на Нумо Желински, левентъ юнакъ и авантюристъ, страшилище на Нестрамколскитѣ турци-харамии и на гръцкитѣ бандити, безпримѣренъ народенъ защитникъ, геройски загина заедно със скѫпоцѣнния си другаръ подвойвода Иванъ Христовъ въ люто сражение съ гръцка банда въ с. Лебишево. | “ |